# Negeta
Negeta is een geslacht van vlinders van de familie visstaartjes (Nolidae), uit de onderfamilie Chloephorinae.

## Soorten
- N. abbreviata Warren, 1916
- N. albigrisea (Hampson, 1910)
- N. albiplagiata Hampson, 1918
- N. approximans Hampson, 1912
- N. argentula (Saalmüller, 1891)
- N. cinerascens Holland, 1894
- N. contrariata Walker, 1862
- N. cyrtogramma A.E. Prout, 1927
- N. chlorocrota Hampson, 1907
- N. franeyae Viette, 1987
- N. incisurata Gaede, 1916
- N. lacteata (Hampson, 1910)
- N. luminosa (Walker, 1858)
- N. mesoleuca (Holland, 1894)
- N. molybdota Hampson, 1912
- N. nivea (Hampson, 1902)
- N. noloides Draudt, 1950
- N. nubilicosta Holland, 1894
- N. ochreoplaga (Bethune-Baker, 1909)
- N. ochrichalceaarcuata Gaede, 1916

- N. orichalceaarcuata Gaede, 1916
- N. phaeopepla (Hampson, 1905)
- N. purpurascens Hampson, 1912
- N. reticulata Berio, 1964
- N. ruficeps (Hampson, 1902)
- N. secretaria Bryk, 1913
- N. semialba Hampson, 1918
- N. stalactitis (Hampson, 1905)
- N. sublineata Walker, 1862
- N. ulula Bryk, 1913